# Marek Pająk
Marek Pająk (ur. 26 listopada 1977 w Legnicy) – polski muzyk, kompozytor, wokalista, autor tekstów i instrumentalista.
Znany przede wszystkim z wieloletnich występów w technical-deathmetalowym zespole Esqarial, w którym śpiewa i gra na gitarze. Jest także członkiem zespołów Amorphous, Panzer X i Vader. Jest wykładowcą w prywatnej szkole muzycznej o profilu rockowo-metalowym we Wrocławiu.
Jest endorserem instrumentów firmy Schecter Guitar Research oraz kolumn głośnikowych i okablowania DL David Laboga. Wcześniej był związany z firmą Ibanez.

## Życiorys
Działalność artystyczną rozpoczął na początku lat 90. we wrocławskiej formacji deathmetalowej Amorphous. Z zespołu odszedł kilka lat później na rzecz Esqarial, pochodzącej z Legnicy grupy, w której poza grą na gitarze objął funkcję drugiego wokalisty. W 1997 nagrał z zespołem album pt. Amorphous, która trafiła do sprzedaży rok później nakładem oficyny Pagan Records. Kolejny album grupy pt. Discoveries został nagrany na przełomie 2000 i 2001 oraz wydany przez należącą do Mariusza Kmiołka firmę Empire Records. Rok później ukazał się trzeci album grupy pt. Inheritance.
W 2004 działalność z Pająkiem w składzie wznowił Amorphous, tego samego roku do sprzedaży trafił także czwarty album Esqarial pt. Klassika, który powstał z udziałem wokalisty Grzegorza Kupczyka. W 2005 Piotr Wiwczarek z zespołu Vader zaprosił Pająka do sideprojectu Panzer X. Nagrał z zespołem minialbum pt. Steel Fist, wydany na początku 2006 przez Metal Mind Productions.
W 2008 wydał album pt. Burned Ground Strategy z grupą Esqarial i Return grom the Dead z zespołem Amorphous, a obie płyty wydała wytwórnia muzyczna Propaganda Promotion. W międzyczasie zagrał gościnnie na albumie grupy Vader pt. Necropolis (2009); zarejestrował partie solowe w czterech utworach, m.in. w interpretacji „Fight Fire with Fire” z repertuaru zespołu Metallica. W 2010 odbył z zespołem Vader szereg koncertów, zajmując miejsce dotychczasowego gitarzysty sesyjnego Wacława Kiełtyki. Rok później nagrał z zespołem album pt. Welcome to the Morbid Reich (2011), za który otrzymał nagrodę polskiego przemysłu fonograficznego Fryderyka w kategorii album roku metal. Na płytę trafiły cztery autorskie kompozycje muzyka, w których zarejestrował, poza śladami gitary elektrycznej, linie basu. W 2012 gościł na instruktażowym materiale DVD perkusisty Łukasza „Lucassa” Krzesiewicza pt. Xtreme Drumming TechniX. W międzyczasie do sprzedaży trafił drugi album studyjny zespołu Amorphous pt. A Perfect Evil.
W 2014 zajął trzecie miejsce w konkursie Guitar Awards 2013 w kategorii Najlepszy gitarzysta heavy.

## Dyskografia
- Amorphous – Return From The Dead (2008, Propaganda Promotion)
- Vader – Necropolis (2009, Nuclear Blast, gościnnie)[17]
- Amorphous – Modus Operandi (2010, Propaganda Promotion)[18]
- Vader – Welcome to the Morbid Reich (2011, Nuclear Blast)[19]
- Łukasz „Lucass” Krzesiewicz – Xtreme Drumming TechniX (2012, DVD, Absonic, gościnnie)
- Amorphous – A Perfect Evil (2012, Let It Bleed Records)[20]
- Hell:On – Hunt (2013, Ferrrum.com, gościnnie)
- Armagedon – Thanatology (2013, Mystic Production, gościnnie)[21]
- Vader – Go to Hell (EP, 2014, Nuclear Blast)
- Vader – Tibi et Igni (2014, Nuclear Blast)
- Vader – Future of the Past II – Hell in the East (2015, Witching Hour Productions)
- Vader – Iron Times (EP, 2016, Nuclear Blast)
- Vader – The Empire (2016, Nuclear Blast)
- Vader – Solitude in Madness (2020, Nuclear Blast)[22]